# Katrina Pierson

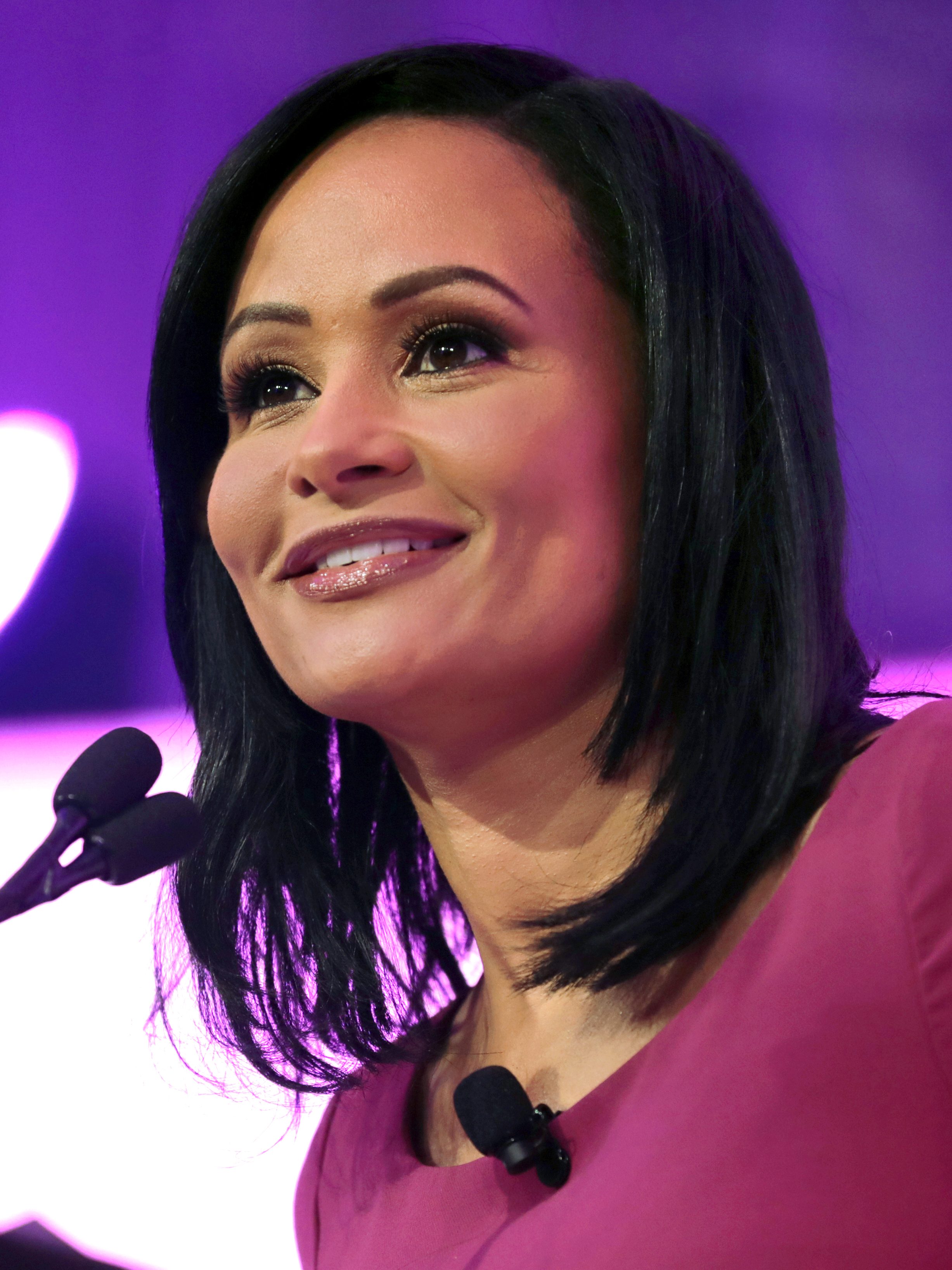
Katrina Pierson, 2021

Katrina Pierson, Geburtsname Katrina Lanette Shaddix (* 20. Juli 1976 in Kansas), ist eine US-amerikanische republikanische Aktivistin der Tea-Party-Bewegung, die im November 2015 Sprecherin der Präsidentschaftskampagne von Donald Trump wurde.

## Biografie
Im US-Staat Kansas wurde sie als Tochter einer 15-jährigen weißen Mutter und eines schwarzen Vaters geboren. Ihre Mutter wollte sie zur Adoption freigeben, unterließ dies aber. Nach einer Kindheit in Armut war sie drei Monate lang verheiratet. Pierson wurde 1997, als 20-Jährige, in Texas beim Ladendiebstahl erwischt. In einem J.-C.-Penney-Laden wollte sie, in Begleitung ihres drei Monate alten Sohnes, Kleidung im Wert von 168 Dollar für ein Bewerbungsgespräch stehlen. Sie machte einen Abschluss am Community College in Kilgore (Texas) und 2006 einen B.A. in Biologie an der University of Texas at Dallas.
Nachdem sie 2008 noch für Barack Obama gestimmt hatte, wurde Pierson in der Tea-Party-Bewegung aktiv. Im April 2009 forderte sie in Dallas bei einer Tea-Party-Veranstaltung den Austritt von Texas aus den USA. Pierson gründete die lokale Tea-Party-Gruppe in ihrem Wohnort Garland (Texas).
Im Jahr 2012 unterstützte Pierson Ted Cruz in der Senatswahl für Texas und trat mit ihm auf der Bühne auf. 2012 twitterte sie, in Bezug auf Mitt Romney und Barack Obama, dass es wohl keine reinrassigen Kandidaten mehr gebe (Any pure breeds left?). Für diesen rassistischen Beitrag wurde sie später kritisiert.
In den Kongresswahlen in Texas trat Pierson 2014 gegen Pete Sessions im 32. Distrikt an. Ihre Kandidatur wurde unterstützt von Rafael Bienvenido Cruz, dem Vater des Senators Ted Cruz, sowie von Sarah Palin, während Ted Cruz selbst sie nur lobend erwähnte. Bis Mitte Februar 2014 hatte Pierson nur $76.000 Wahlkampfmittel eingeworben, Sessions dagegen das Zwanzigfache. In den März-Vorwahlen erhielt Pierson 36 % der Stimmen, Sessions 63 %. Pierson wurde Sprecherin des Tea Party „leadership fund“.

## Trump 2016
Im Januar 2015 nahm Pierson mit Ted Cruz an einem Tea-Party-Treffen teil, wo sie auch Donald Trump traf. Nach weiteren Treffen sowie dessen Bekanntgabe seiner Kandidatur im Juni 2015 hat Pierson Trump bei einer Wahlkampfveranstaltung in Dallas im September 2015 vorgestellt. Im November 2015 wurde sie als landesweite Sprecherin seiner Kampagne eingestellt und gilt seither als unerschütterliche Unterstützerin von Trump, auch bei dessen kontroversen Äußerungen. Piersons Kommentar zum Afghanistankrieg erregte Aufmerksamkeit, da sie behauptete, Präsident Obama sei für Amerikas Krieg in Afghanistan verantwortlich.